# Ширяєв Василь Григорович
Василь Григорович Ширя́єв (нар. 1795 — пом. ?) — російський художник.

## Біографія
Народився у 1795 році в сім'ї кріпаків. В другій половині 1828 року був відпущений на волю й записаний у Петербурзький живописний ремісничий цех. Навчався в Арзамаській художній школі О. Ступіна та в рисувальному класі Товариства заохочування художників у Санкт-Петербурзі. 
Був одним з відомих на той час майстрів декоративного живопису, виконував внутрішні розписи у приватних і громадських спорудах. Павло Енгельгардт у 1832 році законтрактував Тараса Шевченка на чотири роки до Василя Ширяєва для навчання, щоб мати свого дворового маляра. У 1836 році Т. Шевченко разом з іншими учнями художника брав участь у розписах Великого, Александринського та Михайлівського театрів Санкт-Петербурга.